# Linia kolejowa nr 803
Linia kolejowa nr 803 – pierwszorzędna, jednotorowa, zelektryfikowana linia kolejowa łącząca stację węzłową Poznań Piątkowo z posterunkiem odgałęźnym Suchy Las.
Linia stanowi łącznicę między linią kolejową Zieliniec – Kiekrz a linią kolejową Poznań Główny PoD – Piła Główna i umożliwia przejazd pociągów z kierunku Chodzieży i Piły na Kolej Obwodową w Poznaniu.